# The Rock (Géorgie)
 (avril 2025).
Pour les articles homonymes, voir The Rock.
The Rock est une census-designated place située dans le comté d'Upson, dans l’État de Géorgie, aux États-Unis. Lors du recensement de 2020, elle comptait 179 habitants.